# Roy Gustafsson
Roy Eddy Gustafsson, född 17 september 1958 i Eksjö församling i Jönköpings län, är en svensk affärsman och entreprenör.

## Biografi
Roy Gustafsson är son till vägmästaren och affärsmannen Gonny Gustafsson (1919–2009) och småskolläraren Brita Karlsson (född 1931). Han hade redan som barn ett intresse för affärer och antikviteter. Vid 19 års ålder blev han landets yngste husförsäljare då han 1977 fick anställning hos Gullringshus, där Curt Wrigfors var VD. När denne tog över Borohus följde Gustafsson med dit. Vid 26 års ålder lämnade han denna anställning för att starta eget och kom att göra en rad fastighetsaffärer.
Under 1980- och början av 1990-talet följde framgångsrika år för Roy Gustafsson. 1989 inköpte han Riddersbergs säteri utanför Tenhult i Småland tillsammans med Ralf Ekblad. Uppmärksammade utställningar hölls där med verk av konstnärer som Anders Zorn och Carl Larsson. En kontroversiell utställning handlade om Vladimir Lenin. Under denna tid inhandlade han en Haupt-byrå för 12,2 miljoner. Han köpte även den klassiska målningen Grindslanten utförd av August Malmström. Kring Hauptbyrån bildade Roy Gustafsson ett aktiebolag. Konsortiet sålde byrån med en förlust för drygt 2,9 miljoner på Norden auktioner. Gustafsson tvingades också att sälja Riddersberg som en följd av finanskrisen 1992 men fortsatte i stället med affärer i Stockholm och Göteborg.
Omkring 2004 bosatte han sig på Uppåkra gård utanför Sävsjö i Småland. Vidare är han verksam som företagare i Sävsjöbygden, han köpte bland annat före detta stadshotellet och behandlingshemmet Lövängen i Stockaryd där han drivit asylboende. Han engagerade också olika antikhandlare till Vrigstad. 2019 hade han köpt Nydala herrgård i Värnamo kommun tillsammans med Charlotta Lydén från Hestra.
I likhet med föräldrarna har han donerat olika föremål till Eksjö museum. 2005 skänkte han skulpturen Koolingen av Louise Tillberg, inspirerad av Albert Engströms Kolingen, vilken museet placerade på Eksjö bibliotek. 2007 donerade han ett nymålat porträtt av Albert Engström signerat av dåvarande sambon Maria Örström. 2009 återfann han borgmästaren Johan Lorentz Munthes prestav i Göteborg, vilken föräldrarna donerade till museet. 2011 skänkte han nämnde Munthes doktorsring till museet.
Roy Gustafsson gifte sig 2008 med porträttmålaren Maria Örström, ogift Eriksson (född 1964). Äktenskapet upplöstes 2015.